# Selenocephalus invaria
Selenocephalus invaria är en insektsart som beskrevs av Walker 1851. Selenocephalus invaria ingår i släktet Selenocephalus och familjen dvärgstritar. Inga underarter finns listade i Catalogue of Life.